# Place des Jacobins (Nantes)
Pour les articles homonymes, voir Place des Jacobins.
La place des Jacobins est une voie de Nantes, en France.

## Situation et accès
Située dans le Centre-ville de Nantes, la place des Jacobins est bitumée et fait partie de la zone piétonne du quartier du Bouffay. Elle présente une aire de stationnement pour les riverains. Elle est desservie par la rue de l'Emery qui la traverse au nord, et la rue Paul-Dubois, qui rejoint l'allée du Port-Maillard au sud.

## Origine du nom
La place doit son nom à la présence du couvent des Jacobins jusqu'au début du XIXe siècle

## Historique
Le couvent des Jacobins est installé en 1228, à l'est de la place du Bouffay. Le couvent et son église sont détruits par un incendie le 10 avril 1410. Une nouvelle église est achevée en 1413, sans la façade. L'édifice est consacré par Jean de Malestroit le 16 septembre 1441.
En 1653, l'établissement cède à la ville une parcelle au nord-ouest du couvent, pour permettre la création de la « place des Jacobins », alors desservie par la « rue des Bonnes-Sœurs » (future rue de l'Union) à l'est, et la « haute rue des Jacobins » au nord, et la « basse rue des Jacobins » (devenue rue de l'Emery) à l'ouest. C'est sur cette petite esplanade à l'ouest de l'église que donne la façade, qui n'est achevée qu'en 1688. Elle était faite sur le même modèle que celles, contemporaines, de la chapelle de l'Oratoire (1665), inchangée depuis sa construction, et de l'église Sainte-Croix (1685) avant l'édification du beffroi.
. L'esplanade, appelée un temps « place Largillière », prend également le nom de « place du Port-Maillard » pendant la Révolution, nom qu'elle conserve jusqu'à la fin du XIXe siècle, avant de s'appeler de nouveau « place des Jacobins ».
Le couvent est démantelé au cours du XIXe siècle. Lors de la Révolution, les religieux sont expulsés. L'église des Jacobins, désaffectée ou utilisée à d'autres fins, est coupée en deux, en 1868, lors du percement de la rue de Strasbourg. La façade de l'édifice donnant sur la place des Jacobins est démolie en 1898, et les derniers vestiges, à l'est, en 1904. Le percement de la rue de Strasbourg entraîne également la disparition d'une petite rue au nord-est de la place, la « rue Jussieu » (à ne pas confondre avec la rue Jussieu actuelle), anciennement « haute rue des Jacobins », qui se trouvait dans le prolongement de la rue des Carmélites. L'accès à la place depuis la rue de Strasbourg se fait désormais par l'ancien tronçon ouest de la rue de l'Union qui fut rattaché à la rue de l'Emery.
Les vestiges de la base d'un pilier de l'ancienne église sont apparents, au sud-est de la place.